# Hedwig Scherrer
Hedwig Scherrer (Sulgen, 11 maart 1878 - Zürich, 8 mei 1940) was een Zwitserse kunstschilderes en vluchtelingenhelpster.

## Biografie

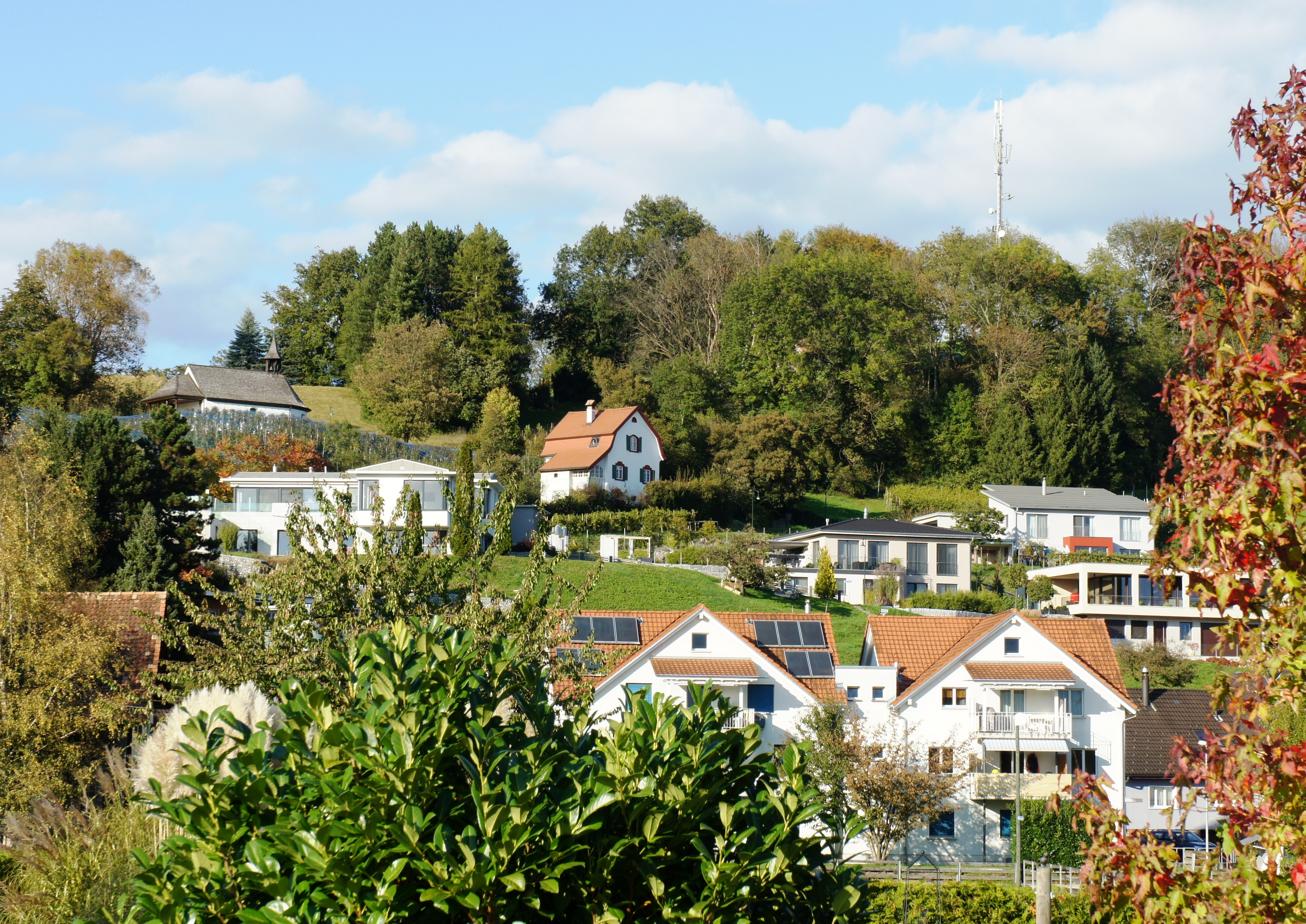
De woning (centraal achteraan) van Hedwig Scherrer in Montlingen waar haar atelier was gevestigd.

Hedwig Scherrer was een dochter van Joseph Anton Scherrer. Ze werd geboren in een gecultiveerde familie en werd aangemoedigd om een artistieke carrière uit te bouwen. Nadat ze in 1894 tekenlessen had gevolgd aan de Zeichnungsschule am Gewerbemuseum in Sankt Gallen studeerde ze van 1897 tot 1900 schone kunsten in München en Parijs. Ze werd illustratrice, landschapsschilderes en portrettiste en was nauw verwant met de arts-and-craftsbeweging. Sinds 1908 had ze een atelier in Montlingen.
Daarnaast steunde ze vanaf de jaren 1920 de verdediging van de traditionele Zwitserse klederdracht. In 1928 verzorgde ze hieromtrent een tentoonstelling op de Schweizerische Ausstellung für Frauenarbeit (SAFFA). In de periode 1933-1934 maakte ze pacifistische affiches voor de tentoonstelling Krieg oder Frieden? in Sankt Gallen. Vanaf 1935 zette ze zich in voor de hulp aan vluchtelingen. De Hedwig Scherrer-stichting in Montlingen bewaart haar atelier en haar nalatenschap.

## Galerij

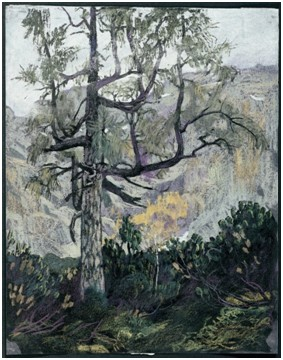
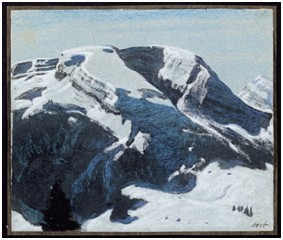
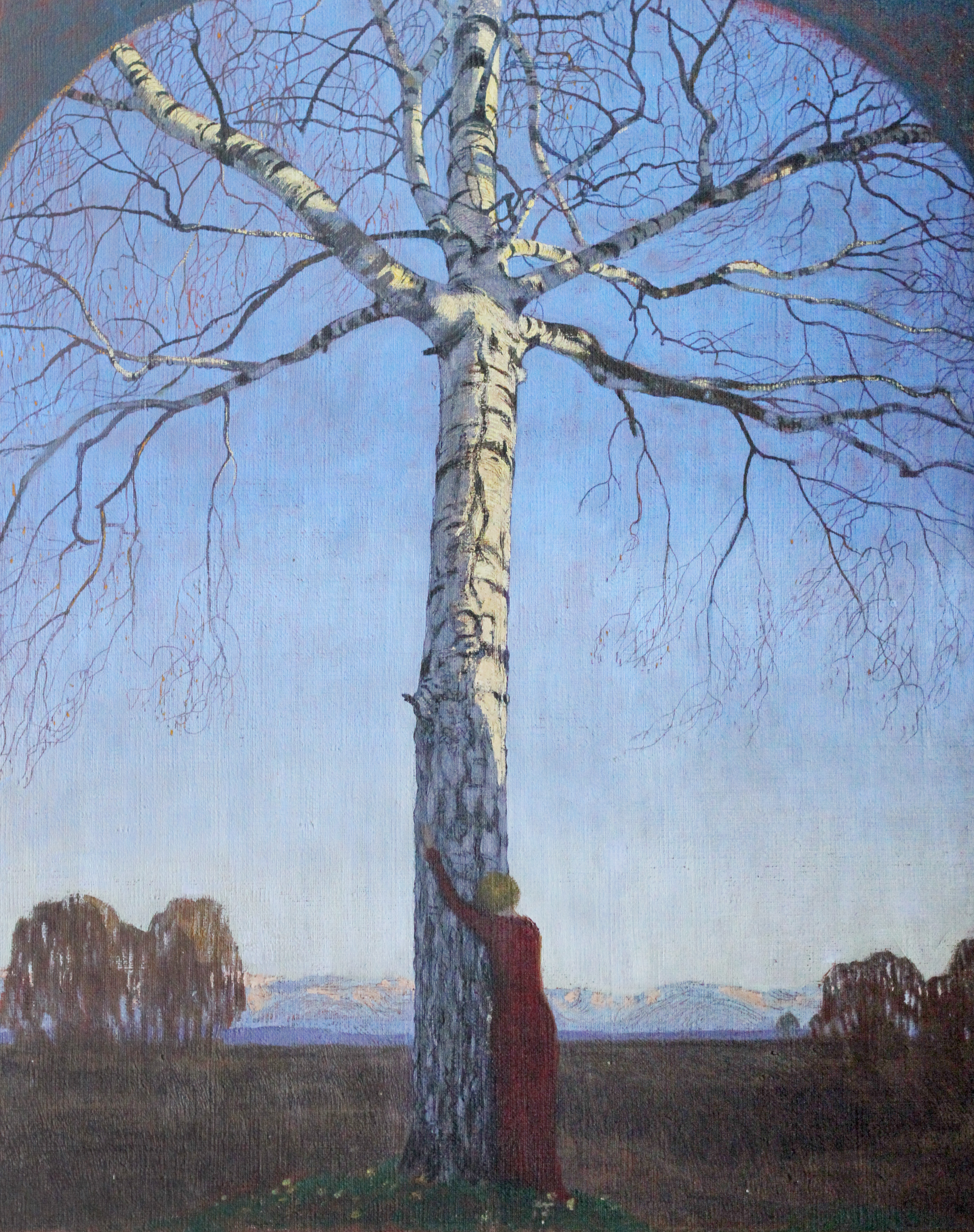
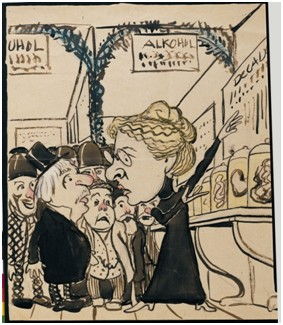
Karikatuur van Frida Imboden-Kaiser.
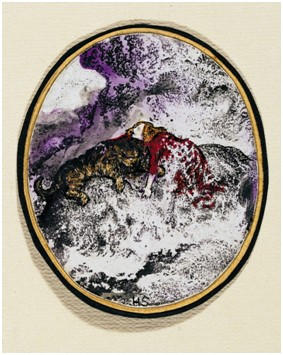
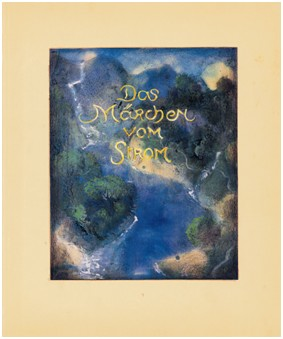
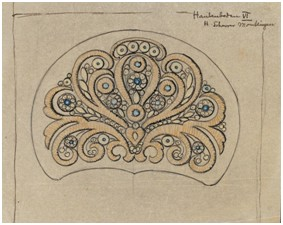
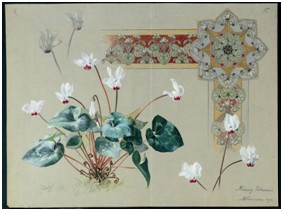
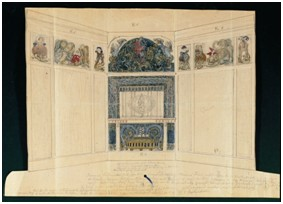
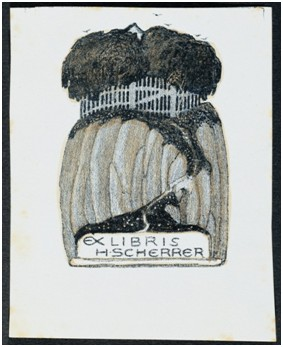